# Templin
 (février 2022).
Si vous disposez d'ouvrages ou d'articles de référence ou si vous connaissez des sites web de qualité traitant du thème abordé ici, merci de compléter l'article en donnant les références utiles à sa vérifiabilité et en les liant à la section « Notes et références ».
Templin est une ville de l'arrondissement d'Uckermark, dans le Land de Brandebourg, en Allemagne. Elle est une station intégrée reconnue par l'État depuis 1985.

## Géographie
La ville se trouve dans l'Uckermark, la partie nord-est du Land de Brandebourg, au nord-ouest des forêts étendues de la réserve de biosphère de Schorfheide-Chorin. Templin figure parmi les plus grandes villes allemandes du point de vue de sa superficie. 
La Bundesstraße 109 (Zehdenick–Prenzlau) traverse la ville.

### Quartiers
Le territoire communal est peu peuplé. En plus du centre-ville, il comprend 15 localités :
| - Ahrensdorf - Beutel - Densow - Gandenitz - Gollin | - Groß Dölln - Grunewald - Hammelspring - Herzfelde - Hindenburg | - Klosterwalde - Petznick - Röddelin - Storkow - Vietmannsdorf |

## Histoire
Au début du Moyen-Âge, la région fut colonisée par les tribus slaves (« Wendes ») réunis dans la confédération des Vélètes puis des Lutici. Au cours de la colnisation germanique et de la croisade des Wendes en 1147, les forces du margrave Albert l'Ours ont soumis cette zone frontalière, suivi par la fondation de la marche de Brandebourg en 1157.

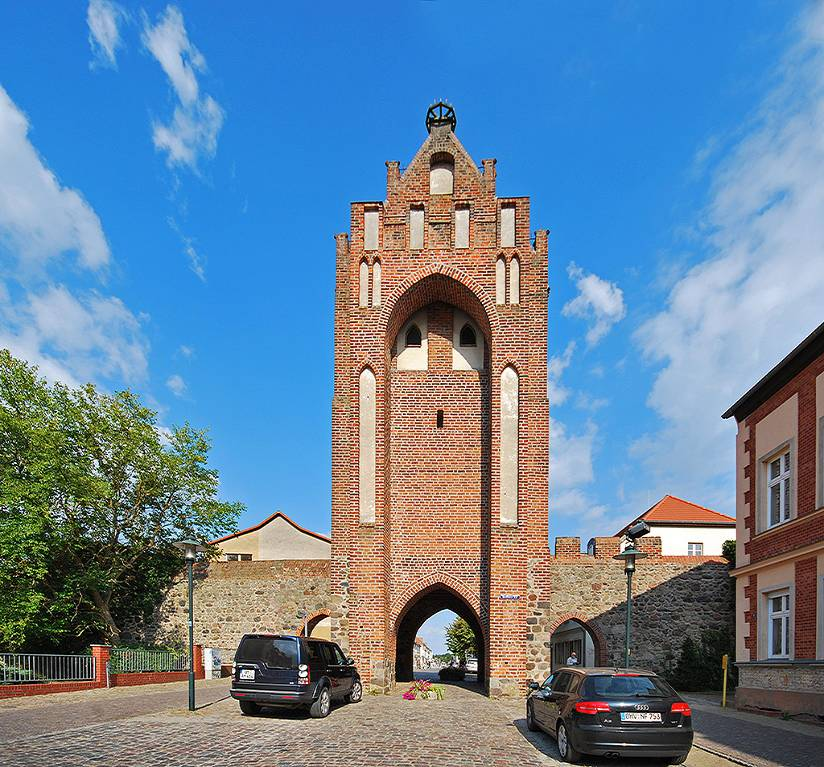
Porte de Berlin.

Vers 1230, les margraves Jean Ier et Othon III de Brandebourg obtiennent le pays au nord du plateau de Barnim puis, en 1250, toute l'Uckermark des mains du duc Barnim Ier de Poméranie. La colonie de Templyn (le nom est probablement d'origine slave) fut mentionnée pour la première fois dans un acte datant du 2 octobre 1270, édité par les margraves de Brandebourg de la maison d'Ascanie. En 1287 y séjourna le margrave Othon IV. Des droits municipaux sont historiquement documentées depuis 1314. Certaines parties du territoire actuel de Templin étaient autrefois la propriété de l'abbaye de Himmelpfort.
La ville fut ravagée pendant la guerre de Trente Ans. À partir de 1817, Templin est le chef-lieu de l'arrondissement de Templin au sein de la province de Brandebourg, dans le royaume de Prusse. La ville était située en Allemagne de l'Est après la Seconde Guerre mondiale et devient le siège de nombreuses maisons de repos et colonies de vacances.

## Démographie
- Évolution démographique dans les limites actuelles depuis 1875.
- Évolution recente (ligne bleue) et prévisions sur l'effectif de résidents

| Année | Population |
| ----- | ---------- |
| 1875  | 11 669     |
| 1890  | 12 065     |
| 1910  | 12 495     |
| 1925  | 14 525     |
| 1933  | 14 893     |
| 1939  | 15 065     |
| 1946  | 19 169     |
| 1950  | 19 516     |
| 1964  | 17 491     |
| 1971  | 17 473     |

| Année | Population |
| ----- | ---------- |
| 1981  | 17 912     |
| 1985  | 18 664     |
| 1989  | 18 966     |
| 1990  | 18 884     |
| 1991  | 18 356     |
| 1992  | 18 246     |
| 1993  | 18 184     |
| 1994  | 18 195     |
| 1995  | 18 227     |
| 1996  | 18 215     |

| Année | Population |
| ----- | ---------- |
| 1997  | 18 314     |
| 1998  | 18 310     |
| 1999  | 18 394     |
| 2000  | 18 273     |
| 2001  | 18 085     |
| 2002  | 17 905     |
| 2003  | 17 773     |
| 2004  | 17 535     |
| 2005  | 17 347     |
| 2006  | 17 127     |

| Année | Population |
| ----- | ---------- |
| 2007  | 16 844     |
| 2008  | 16 645     |
| 2009  | 16 504     |
| 2010  | 16 455     |
| 2011  | 16 109     |
| 2012  | 16 063     |
| 2013  | 16 007     |
| 2014  | 16 013     |
| 2015  | 16 067     |
| 2016  | 16 117     |

| Année | Population |
| ----- | ---------- |
| 2017  | 15 974     |
| 2018  | 15 798     |
| 2019  | 15 728     |
| 2020  | 15 636     |

Les sources de données se trouvent en détail dans les Wikimedia Commons.

## Monuments et curiosités

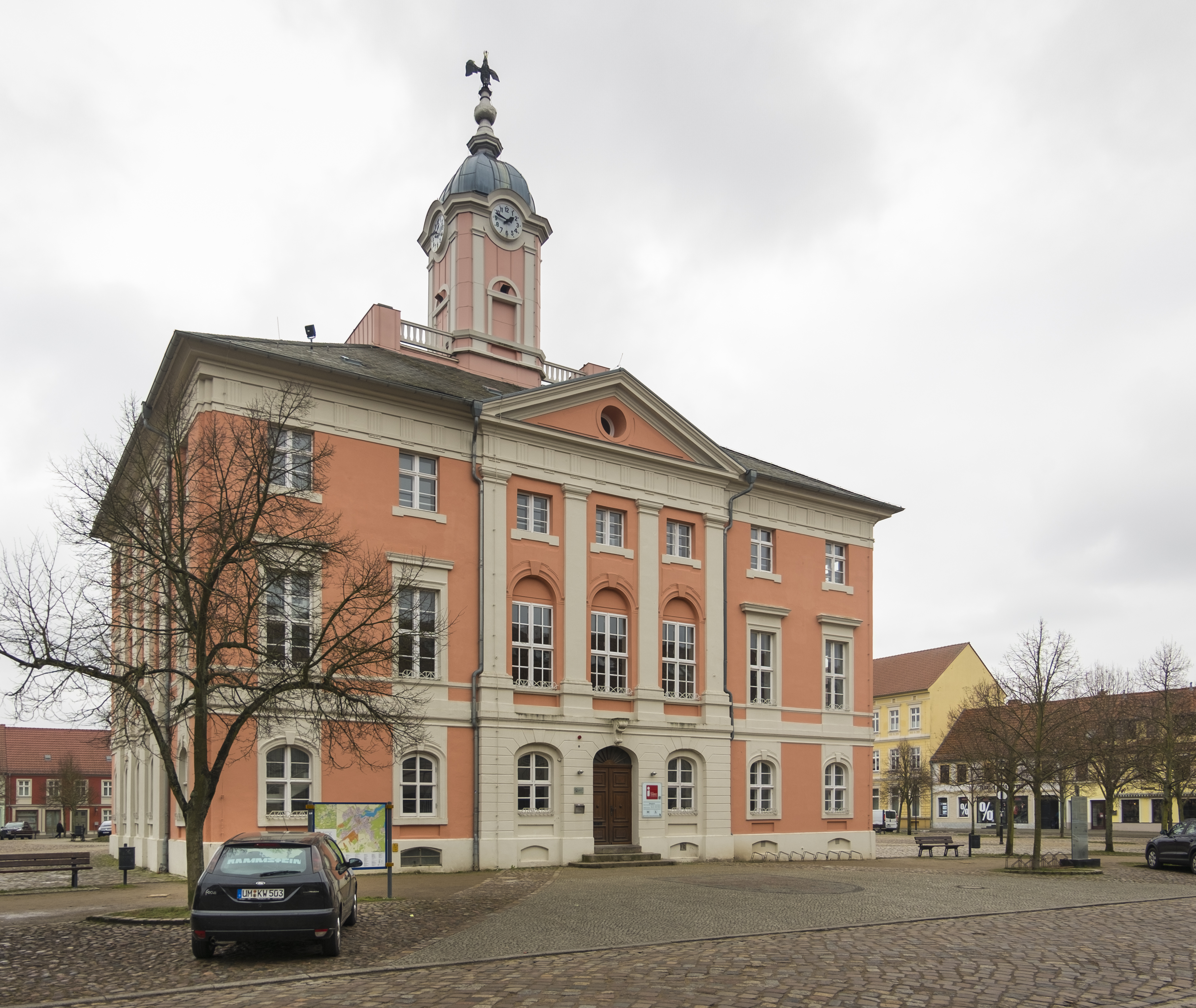
L'hôtel de ville
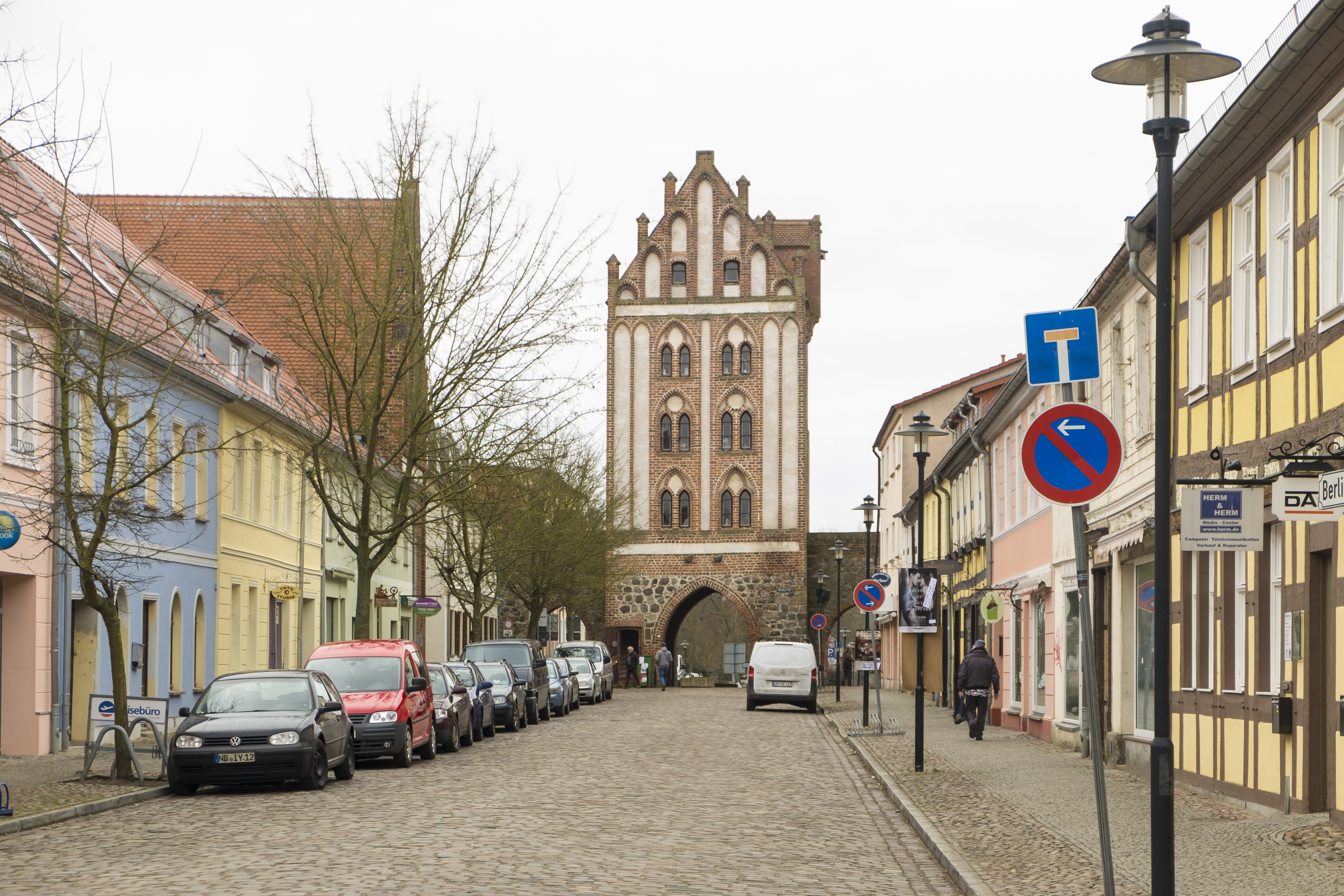
porte de la ville-Berliner Tor
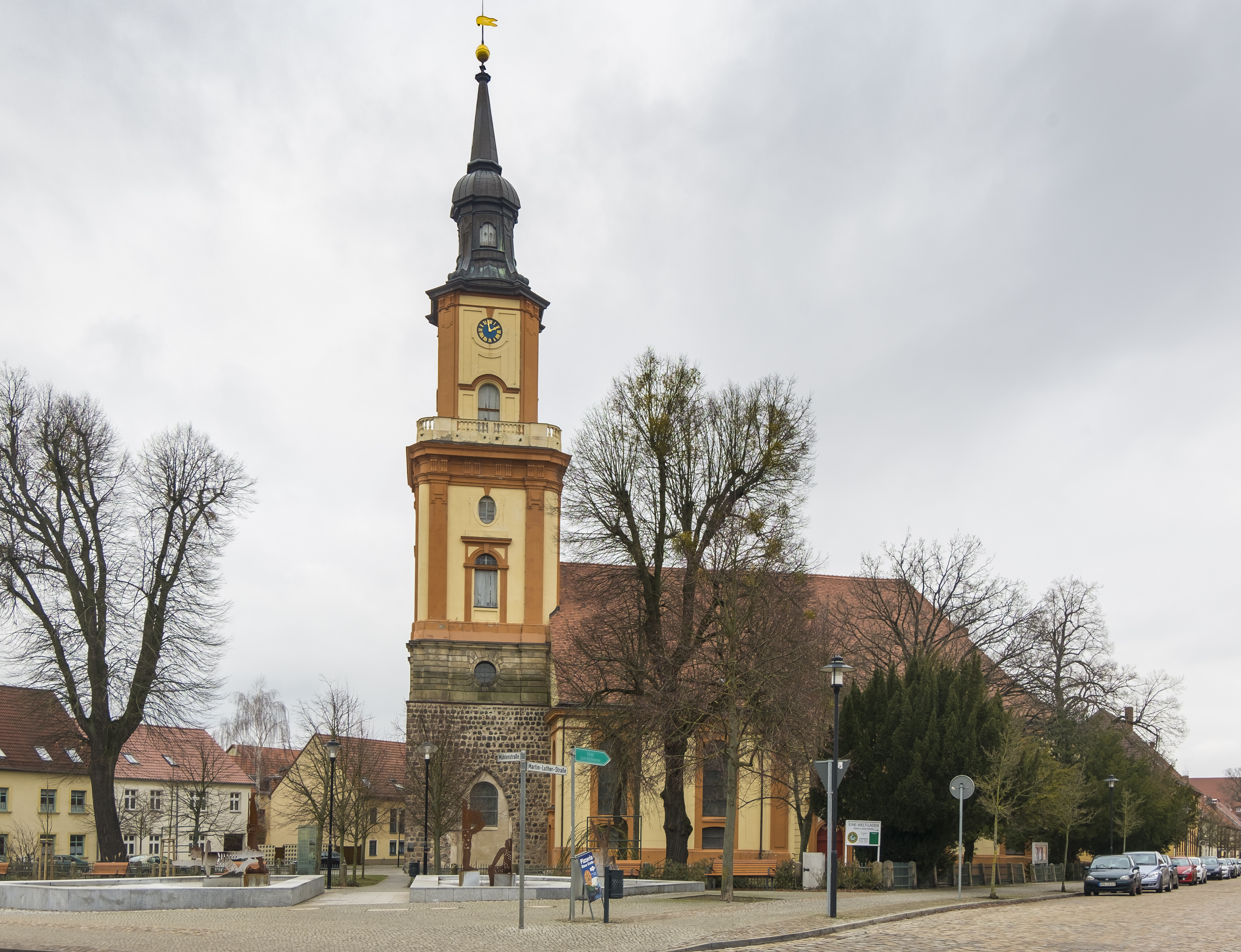
St.-Maria-Magdalena-église
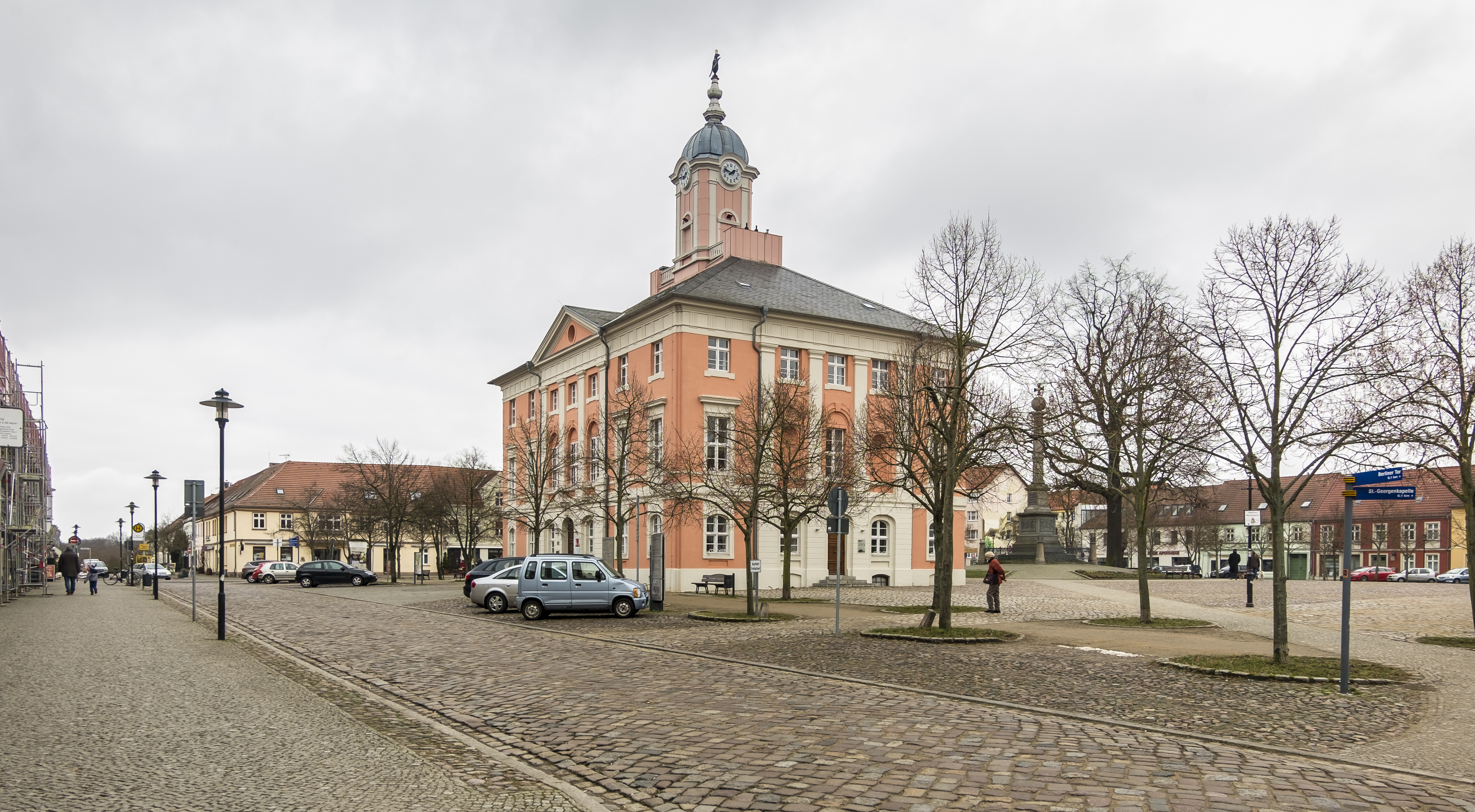
place du marché
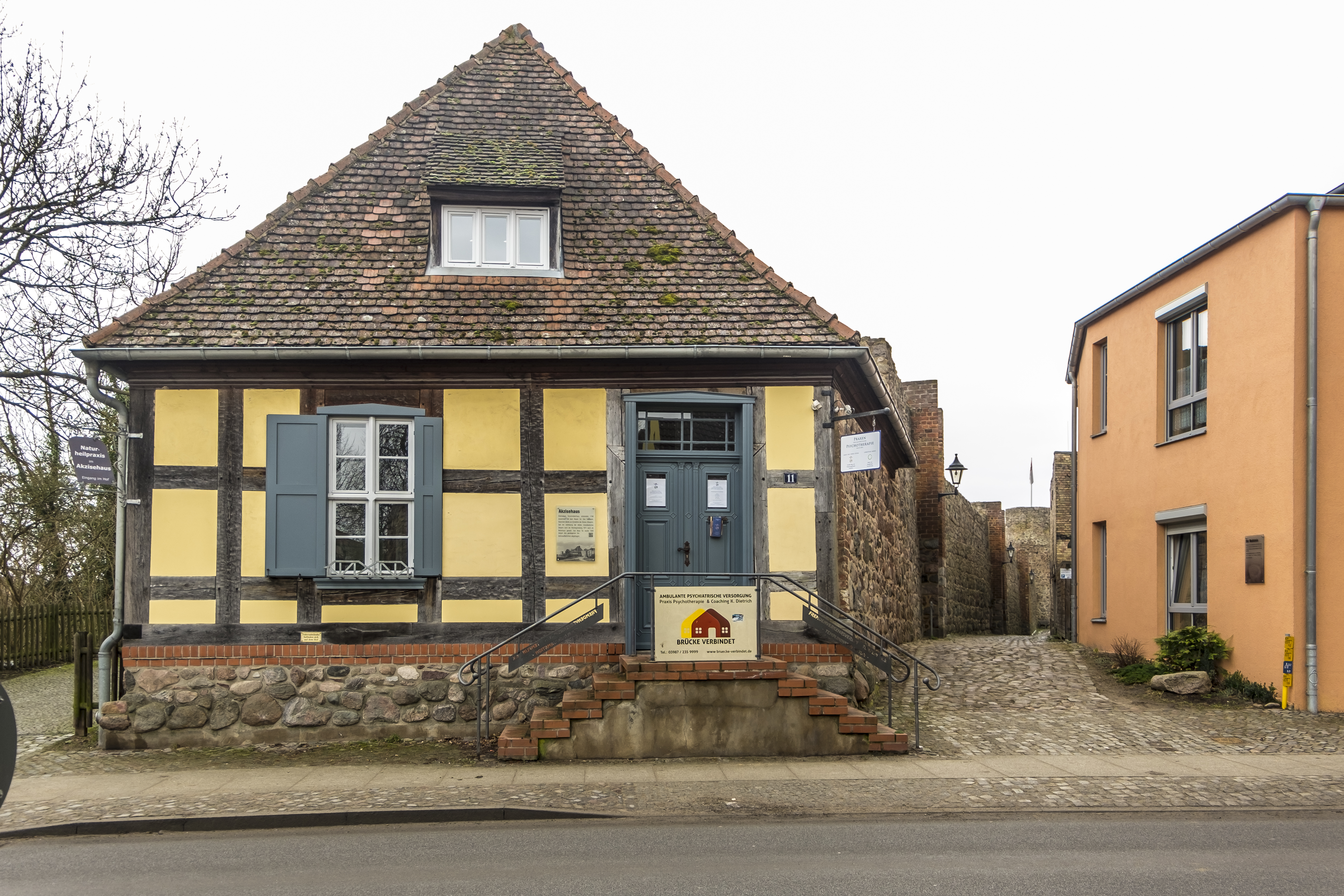
Akzisehaus
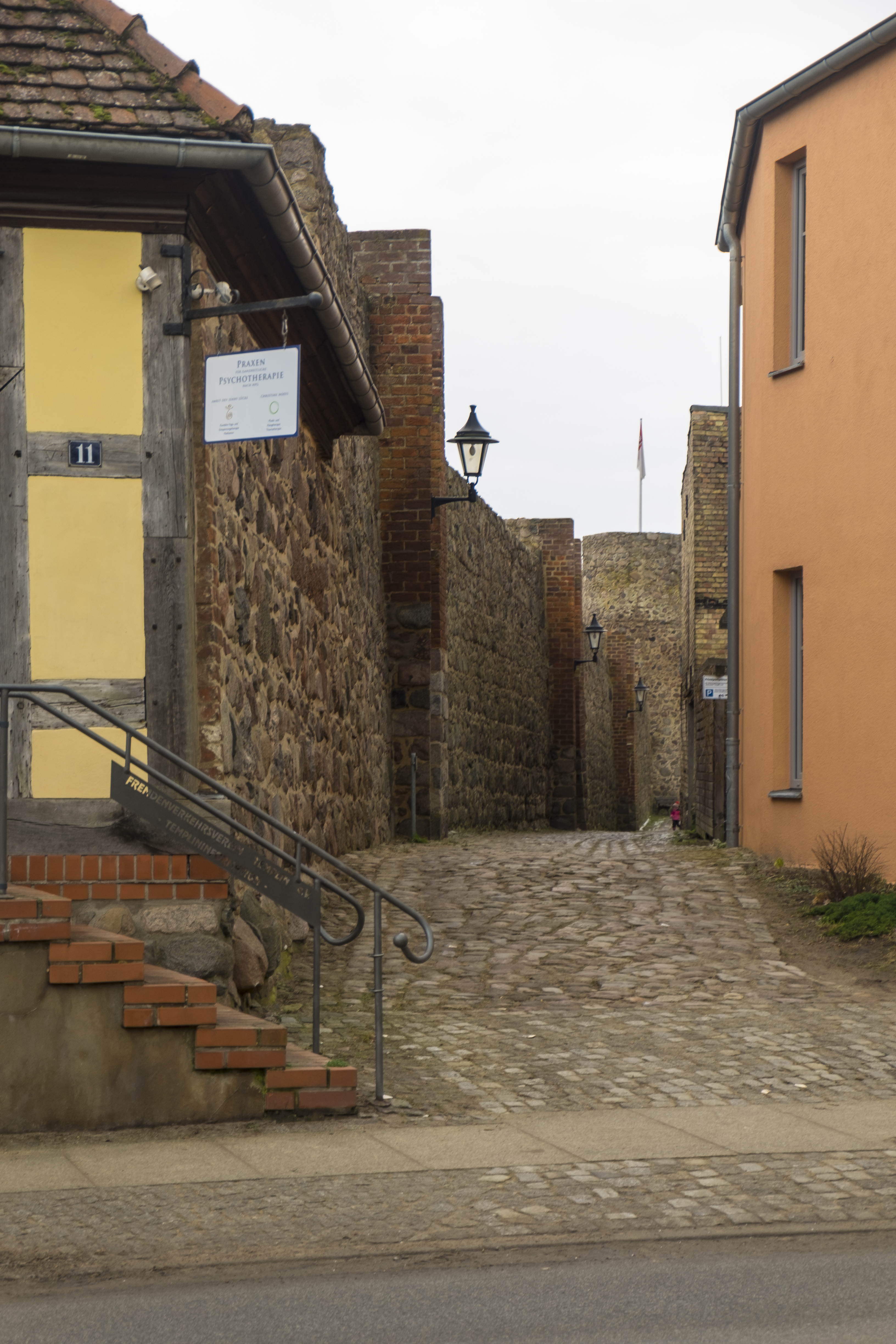
rempart
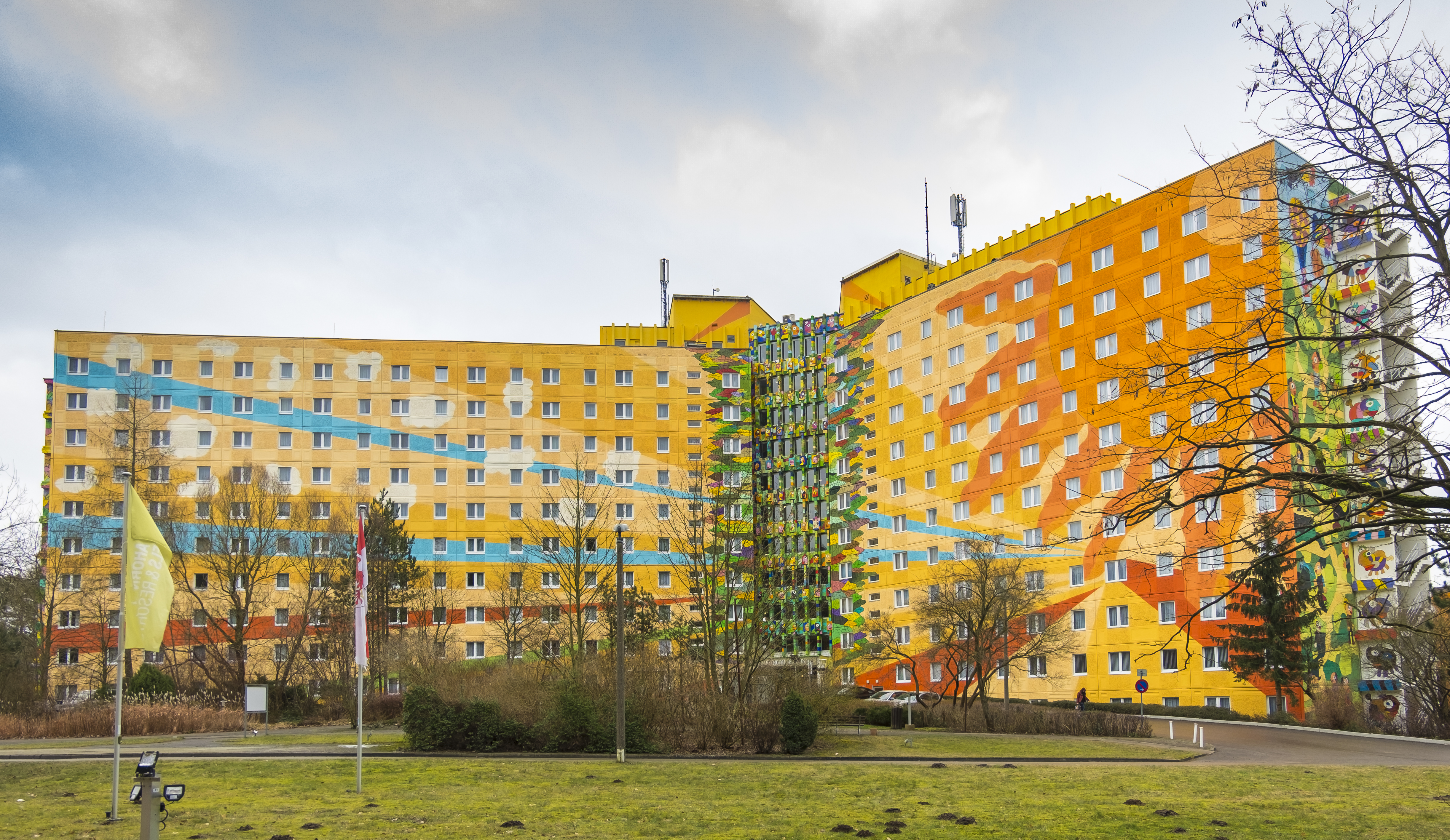
Seehotel Templin

La ville profite aujourd'hui des touristes de Berlin qui viennent pour des excursions. On y trouve des sites importants comme la vieille ville médiévale avec les portes et le mur de la ville partiellement conservé, l'hôtel de ville et l'église paroissiale de style baroque. Carinhall, l'ancienne résidence de campagne du ministre nazi Hermann Göring était située au milieu de la forêt de la Schorfheide près du village de Groß Dölln. Pas loin, Walter Ulbricht, chef d'État de la République démocratique allemande (RDA), possédait une maison de vacances, où il mourut en 1973.

## Jumelages
- Połczyn-Zdrój (Pologne)
- Bad Lippspringe (Allemagne)

## Personnalités liées à la ville
- Franz von Holtzendorff (1829-1889), avocat né à Vietmannsdorf.
- Robert Eitner (1832–1905), musicologue et bibliographe, vit à Templin où il meurt
- Walter Ulbricht (1893–1973), chef d'État de la RDA, mort à Groß Dölln
- Dorothea Binz (1920–1947), responsable SS au camp de concentration nazi de Ravensbrück durant la Seconde Guerre mondiale, née dans le village de Düsterlake
- Horst Kasner (1926–2011), théologien protestant, fut transféré dans la ville de Templin en 1957, père de la chancelière Angela Merkel
- Angela Winkler (née 1944), actrice
- Manfred Kokot (né 1948), athlète aux Jeux olympiques
- Angela Merkel (née 1954), chancelière, a grandi à Templin.